# Büchelstein
 (octobre 2014).
Le Büchelstein, francisé Le Buechel[réf. nécessaire], est une montagne de Bavière, en Allemagne, culminant à 862 mètres d'altitude.